# G4 (シングル)
『G4』（ジーフォー）は、日本のロックバンド、GLAYが2006年7月12日にリリースした通算33作目のシングル。

## 概要
- 「ホワイトロード」以来1年7か月ぶり（キャピトル・レコード第一弾）のシングルである。
- 『G4』の意味は、「4曲入り」「GLAYの4人」「GLAY for〜（GLAYから〜）」など様々な捉え方がある。
- 「ROCK'N'ROLL SWINDLE」、「LAYLA」の2曲は、2月に行われた日本武道館のライブで初披露された。
- オリコンの週間チャート連続1位は途切れたものの、初動売上は、GLAYとしては2003年10月発売の「BEAUTIFUL DREAMER／STREET LIFE」以来の水準である。
- 初回プレスのみ4面デジパックジャケット＆ジャケット型カード付。

## 収録曲
1. ROCK'N'ROLL SWINDLE
作詞・曲：TAKURO
2006年2月の日本武道館ライブのタイトルにもなった曲。最初に披露されたのは前年12月のwhite band FES.（当時は「どしゃ降り」という仮タイトルがつけられていた）。タイトルの元ネタはセックス・ピストルズのドキュメンタリー映画『THE GREAT ROCK'N'ROLL SWINDLE』で「SWINDLE」とは詐欺という意味で「俺達はロックンロールに騙されたのかもしれないけど、大好きだからこれからもやっていこう」という意味合いが込められている。PVは荒野で撮影された。テレビ披露は『音楽戦士 MUSIC FIGHTER』、『ミュージックステーションスーパーライブ2006』、『Music Lovers』。シングルバージョンとアルバムバージョンがあるが、シングルバージョンは当シングルのみに収録されている。
2. 誰かの為に生きる
作詞・曲：TAKURO
TBS系『J-SPORTS・スーパーサッカーPLUS』エンディングテーマ。2004年の「Blue Jean」と同時期に制作されていた。ちなみに、翌年発売のアルバム『LOVE IS BEAUTIFUL』には唯一収録されなかった。テレビ披露は『CDTV』のみ。
3. 恋
作詞・曲：TAKURO
PVは紀里谷和明が担当。「同性愛」や「背徳愛」など当人曰く「『恋』の深いところ、エグいところまでちゃんと表現したい」とのこと。シンプルさを心がけて作られた。テレビ披露は『音楽戦士 MUSIC FIGHTER』、『僕らの音楽』。
4. LAYLA
作詞・曲：TAKURO
武道館ライブの時より、POP調なアレンジに変わっている。テレビ披露は『ミュージックステーション』、『1億3000万人が選ぶベストアーティスト』、『僕らの音楽』。また、前者番組にて本来2005年にシングルとしてリリースする予定だったことも明かした。

## 収録アルバム
ROCK'N'ROLL SWINDLE
- LOVE IS BEAUTIFUL (アルバムバージョン)
- THE GREAT VACATION VOL.1 〜SUPER BEST OF GLAY〜 (『LOVE IS BEAUTIFUL』収録バージョン)

誰かの為に生きる
- rare collectives vol.3

恋
- LOVE IS BEAUTIFUL
- rare collectives vol.3
- REVIEW 2.5

LAYLA
- LOVE IS BEAUTIFUL (アルバムバージョン)
- THE GREAT VACATION VOL.1 〜SUPER BEST OF GLAY〜 (『LOVE IS BEAUTIFUL』収録バージョン)
- rare collectives vol.3
- DRIVE 1993〜2009 -GLAY complete BEST